# Грей, Джордж Роберт
Джордж Роберт Грей (англ. George Robert Gray; 8 июля 1808 — 6 мая 1872) — британский зоолог. Сын Сэмюэла Фредерика Грея, младший брат Джона Эдуарда Грея.
В 1831 г. начал работать помощником хранителя в зоологическом отделе Британского музея и провёл в этом научном учреждении оставшийся 41 год своей жизни.
Занимался первоначально насекомыми, опубликовал в 1833 г. свой первый труд — «Энтомологию Австралии» (англ. Entomology of Australia), участвовал в подготовке энтомологического раздела английского издания «Царства животных» Кювье. Особенный вклад Грей внёс в изучение бабочек, описав много новых видов — например, в книге «Описания и рисунки некоторых новых чешуекрылых, преимущественно из Непала» (англ. Descriptions and Figures of some new Lepidopterous Insects chiefly from Nepal; 1846).
Основные научные достижения Грея связаны, однако, с орнитологией — и прежде всего с фундаментальным трудом «Виды птиц» (англ. Genera of Birds; 1844—1849), содержавшим первоклассные иллюстрации Дэвида Уильяма Митчела и Йозефа Вольфа.